# Conospermum densiflorum
Conospermum densiflorum är en tvåhjärtbladig växtart. Conospermum densiflorum ingår i släktet Conospermum och familjen Proteaceae.

## Underarter
Arten delas in i följande underarter:
- C. d. densiflorum
- C. d. unicephalatum